# Partaloa
Partaloa község Spanyolországban, Almería tartományban. Lakosainak száma 875 fő (2024).

## Földrajza
Partaloa Albox, Cantoria, Fines és Oria községekkel határos.

## Népesség
A település lakosságának változását az alábbi diagram mutatja:
| Lakosok száma | 377  | 529  | 679  | 872  | 919  | 671  | 915  | 1110 | 1065 | 875  |
|               | 2001 | 2004 | 2006 | 2009 | 2011 | 2014 | 2016 | 2019 | 2021 | 2024 |